# Cantone di Meylan
Il Cantone di Meylan è una divisione amministrativa dell'arrondissement di Grenoble.
A seguito della riforma approvata con decreto del 18 febbraio 2014, che ha avuto attuazione dopo le elezioni dipartimentali del 2015, è passato da 4 a 8 comuni.

## Composizione
I 4 comuni facenti parte prima della riforma del 2014 erano:
- Corenc
- Meylan
- Le Sappey-en-Chartreuse
- La Tronche

Dal 2015 i comuni appartenenti al cantone sono i seguenti 8:
- Biviers
- Corenc
- Domène
- Meylan
- Montbonnot-Saint-Martin
- Murianette
- Le Sappey-en-Chartreuse
- La Tronche